# 茂丽堇菜
茂丽堇菜（学名：Viola mauritii）为堇菜科堇菜属的植物。分布在蒙古、俄罗斯以及中国大陆的吉林等地，多生在针叶林下，目前尚未由人工引种栽培。